# تپه عمارت (امارت)
تپه عمارت (امارت) مربوط به دوران‌های تاریخی پس از اسلام است و در اسفراین، ۲۸ کیلومتری شهر واقع شده و این اثر در تاریخ ۸ مرداد ۱۳۸۱ با شمارهٔ ثبت ۵۹۴۹ به‌عنوان یکی از آثار ملی ایران به ثبت رسیده‌است.